# Ballet impérial
Ballet impérial, aussi intitulé Concerto no 2 et Tschaikovsky Concerto no. 2,, est un ballet chorégraphié par George Balanchine sur le deuxième concerto pour piano de Tchaïkovski. Il est chorégraphié pour la tournée sud-américaine de 1941 de l'American Ballet Caravan, visant à montrer que les Américains sont capables de reprendre les traditions du ballet classique. Le ballet rend hommage à Tchaïkovski, au chorégraphe de ballet classique Marius Petipa, et au Saint-Pétersbourg impérial, où Balanchine a été formé au ballet. Il présente des pas et figures académiques et fait allusion à la Russie impériale à travers les costumes et les décors. Ballet Imperial a été créé le 25 juin 1941 au Théâtre municipal de Rio de Janeiro.
En 1973, Balanchine, estimant que le public n'a plus besoin de costumes et de décors élaborés pour comprendre un ballet, supprime toutes les allusions à la Russie impériale et le rebaptise Tschaïkovski Concerto no 2, le ballet étant désormais en lien avec la seule musique. Le ballet a été interprété par plusieurs compagnies de ballet, dont New York City Ballet de Balanchine ; des troupes le présentent toujours sous le nom de Ballet Imperial.

## Histoire

### Création
En 1941, l'impresario Lincoln Kirstein est invité par son ami Nelson Rockefeller à organiser une tournée de danse à travers l'Amérique du Sud subventionnée par le gouvernement américain. Rockefeller a été nommé coordonnateur des affaires interaméricaines par le président Franklin D. Roosevelt et a reçu un budget pour établir des relations culturelles et financières en Amérique du Sud au milieu de la Seconde Guerre mondiale,. Kirstein dit qu'il« avait reçu un chèque qui semblait si gros que j'avais aussi peur que si je l'avais volé. » Il fait venir le chorégraphe George Balanchine, et les deux forment à la hâte l'American Ballet Caravan, avec des danseurs de leurs deux troupes précédentes, l'American Ballet et le Ballet Caravan. La plupart des danseurs ont été formés à la School of American Ballet de Balanchine,.
Balanchine et Kirstein décident de présenter une œuvre pour montrer que les Américains sont capables de reprendre les traditions du ballet classique. Cependant, au lieu de faire revivre un classique comme Le Lac des cygnes ou La Belle au bois dormant, Balanchine décide de chorégraphier une nouvelle œuvre qui revitaliserait la tradition classique, en utilisant le vocabulaire de Marius Petipa, « le père du ballet classique »,,. Il décide également de ne pas avoir d'intrigue pour laisser plus de temps à la danse. Il utilise la version abrégée d'Alexandre Ziloti du Concerto pour piano no 2 de Tchaïkovski. Bien que Petipa et Tchaïkovski aient travaillé ensemble, Petipa n'aurait pas utilisé ce type de musique pour la danse car elle était symphonique.
Les costumes et le décor originaux sont conçus par Mstislav Doboujinski. La toile de fond montre une vue sur la rivière Neva depuis le Palais d'Hiver. Les femmes sont vêtues de tutuş, la ballerine de tête portant une couronne. Balanchine a fait don des dessins de Dobuzhinsky au Museum of Modern Art, pour aider les programmes d'art en temps de guerre dans les camps de l'armée.
Ballet Impérial est par la suite été repensé à de nombreuses reprises, par des créateurs tels qu'Eugene Berman pour le Sadler's Wells, Carl Toms, Rouben Ter-Arutunian (décors) et Barbara Karinska (costumes) pour le New York City Ballet en 1964, tous inspirés par la Russie impériale,.

### Modifications de 1973
En 1973, Balanchine supprime toutes les allusions à la Russie impériale et renomme le ballet Concerto no 2, puis  Tschaikovsky Concerto no. 2, le ballet étant en relation avec la seule musique,. Il supprime également le passage du mime. Dans son livre de 1977 Balanchine's Complete Stories of the Great Ballets, il explique ces changements,
J'ai fait ces changements parce que les temps ont changé depuis la création du ballet. Nos publics de nos jours n'ont pas besoin de costumes et de décorations élaborés [sic]  dans un ballet, et à juste titre. Nous voyons la danse mieux qu'avant et préférons la voir directement, sans encombre. La musique et la danse elles-mêmes suffisent ici, je l'espère, à former des illusions que les décors et les costumes ne faisaient que concrétiser.
Tschaikovsky Concerto no. 2 est créé pour la première fois au New York City Ballet, dansé devant un cyclorama ordinaire. Barbara Karinska a repensé les costumes, les femmes portant des robes en mousseline à mi-mollet plutôt que des tutus. Les costumes sont repensés plusieurs fois au fil des ans.
Tschaikovsky Concerto no. 2, sans aucune allusion à la Russie impériale, est « une œuvre qui ne fait allusion qu'à sa partition romantique et évocatrice à travers une puissante expressivité cinétique », comme le décrit l' Encyclopédie internationale de la danse de Reba Ann Adler.

## Chorégraphie
Balanchine le décrit ainsi :« C'est un ballet de danse et n'a pas d'histoire. » La chorégraphie, initialement pour seize danseuses et six danseurs, présente des pas académiques inspirés de Petipa. Le ballet est dansé par deux ballerines principales, un partenaire pour la première ballerine, deux hommes soutenant la deuxième ballerine, deux semi-solistes féminines et un corps de ballet. Le premier rôle de ballerine, créé par Marie-Jeanne, est considéré comme l'un des rôles les plus difficiles parmi les œuvres de Balanchine. Le rôle de son partenaire est plus discret, servant principalement de soutien à la ballerine principale ; dans Ballet Impérial, il interprète un passage de mime. Le deuxième rôle de ballerine a été créé parce qu'il serait impossible pour une ballerine de danser sur toute la cadence. Bien que les corps de ballet à l'époque de Petipa ne sont que des arrière-plans pour les solistes, celui du Ballet Imperial sont des participants actifs qui dansent des chorégraphies difficiles comme les danseurs principaux.
En ouverture (allegro brillante-andante), Balanchine forment les couples, un rappel du bal. Outre le couple, le trio mixte ou féminin, le quadrille structure les évolutions du corps de ballet. Musicalement, la soliste correspond au piano. Les portés rythment l'évolution du couple ; dans l'esprit du ballet impérial de la fin du XIXe siècle, le danseur est au service de la ballerine qu'il soutient dans ses arabesques. Le corps de ballet, peu mobile, comme dans les chorégraphies de Petipa, fournit une sorte d'écrin au couple et ne danse qu'au retour de l'orchestre et du thème. Le trio, féminin ou mixte, vient rompre la structure binaire couple-corps de ballet, ce dernier étant essentiellement féminin.
Le deuxième mouvement (andante non troppo) s'appuie sur le trio. La rareté et la brièveté des regards échangés dans le pas de deux génèrent une tension et affirme l'image fantasmatique de reine inaccessible que Balanchine a de la ballerine.
Le troisième mouvement (allegro con fuoco) marque le retour des couples et des quadrilles. La soliste amorce des fouettés au centre de la scène. Les arabesques abondent, les petits pas rapides sur pointes et les sauts accentuent la vivacité qui est renforcée par la mobilité des lignes du corps de ballet. Le final montre la puissance de l'unisson des lignes frontales et retrouve une pointe centrale.
Balanchine déroule les variations, pas de deux et pas de trois dans un continuum qui rejoint les innovations de Michel Fokine, premier chorégraphe des ballets russes en 1909. Il intègre toutefois les manèges et les girations virtuoses de l'époque impériale d'une façon moins ostentatoire.

## Musique
Balanchine considère que les œuvres de Tchaïkovski lui ont tout appris. Il est heureux de constater que son ballet a contribué à susciter un regain d'intérêt, notamment à la radio américaine, pour cette musique qu'il juge parfaite pour la danse.

## Distribution originale
Les danseurs à l'origine des cinq rôles principaux de Ballet Impérial sont :
- Marie Jeanne
- Gisella Caccialanza
- Guillaume Dollar
- Fred Danieli
- Nicolas Magallanes

## Représentations
L'avant-première de Ballet Imperial a lieu le 29 mai 1941 au Little Theatre du Hunter College de New York. Le ballet est ensuite officiellement créé le 25 juin 1941 au Théâtre municipal de Rio de Janeiro, lors de la première représentation de la tournée,. L'American Ballet Caravan se produit dans neuf pays et la tournée se termine en octobre, après quoi la troupe est dissoute.
En 1942, Ballet Impérial est présenté au New Opera, avec une distribution dirigée par Mary Ellen Moylan, Dollar et Caccialanza. En 1945, les Ballets russes de Monte-Carlo, dont Balanchine est chorégraphe résident, interprètent le ballet. La première distribution comprend Moylan, Maria Tallchief et Nicholas Magallanes. En 1950, le Sadler's Wells Ballet (maintenant The Royal Ballet) reprend le ballet avec Margot Fonteyn, Michael Somes et Beryl Gray dans les rôles principaux. Le ballet du théâtre La Scala interpréte le ballet pour la première fois en 1952.
Le New York City Ballet, fondé par Balanchine et Kirstein, danse Ballet Impérial en 1964, mis en scène par Frederic Franklin, avec Suzanne Farrell, Jacques d'Amboise, Patricia Neary, Frank Ohman et Earle Sieveling dans les rôles principaux ; la première du Tschaikovsky Concerto no. 2 en 1973, également par le New York City Ballet, met en vedette une distribution dirigée par Patricia McBride, Peter Martins, Colleen Neary, Tracy Bennett et Victor Castelli.
Après la mort de Balanchine en 1983, plusieurs compagnies de ballet, dont le Royal Ballet, ont commencé à interpréter le ballet sous le nom de Ballet Imperial, avec à nouveau la grandeur impériale russe. Certaines troupes qui ont acquis le ballet après la mort de Balanchine ont également choisi de danser Ballet Impérial.
Parmi les autres compagnies de ballet qui ont dansé Ballet Impérial ou Tschaikovsky Concerto no. 2, figurent le Ballet Mariinsky, l'American Ballet Theatre, l'Australian Ballet, le Miami City Ballet, le Boston Ballet, le Houston Ballet, le Pacific Northwest Ballet, le Ballet national de Finlande, le Los Angeles Ballet et le Pittsburgh Ballet Theatre.

### A l'Opéra National de Paris
Ballet impérial entre au répertoire du ballet de l'Opéra national de Paris avec Who Cares ? le 6 février 2023, avec comme solistes principaux Héloïse Bourdon, Audric Bezard et Sylvia Saint-Martin, des costumes de Xavier Ronze et Emmanuel Strosser au piano.

## Vidéographie
En France, Who Cares? et Ballet impérial font l’objet d’une captation en direct le 7 mars 2023, réalisée par Vincent Bataillon et coproduite par l’Opéra national de Paris et Telmondis, avec la participation de France Télévisions, le soutien du CNC et de la Fondation Orange, mécène des retransmissions audiovisuelles de l’Opéra national de Paris.